# Isla Puercos
Isla Puercos är en ö i Ecuador.   Den ligger i provinsen El Oro, i den sydvästra delen av landet, 400 km sydväst om huvudstaden Quito.